# Geografia Gruzji

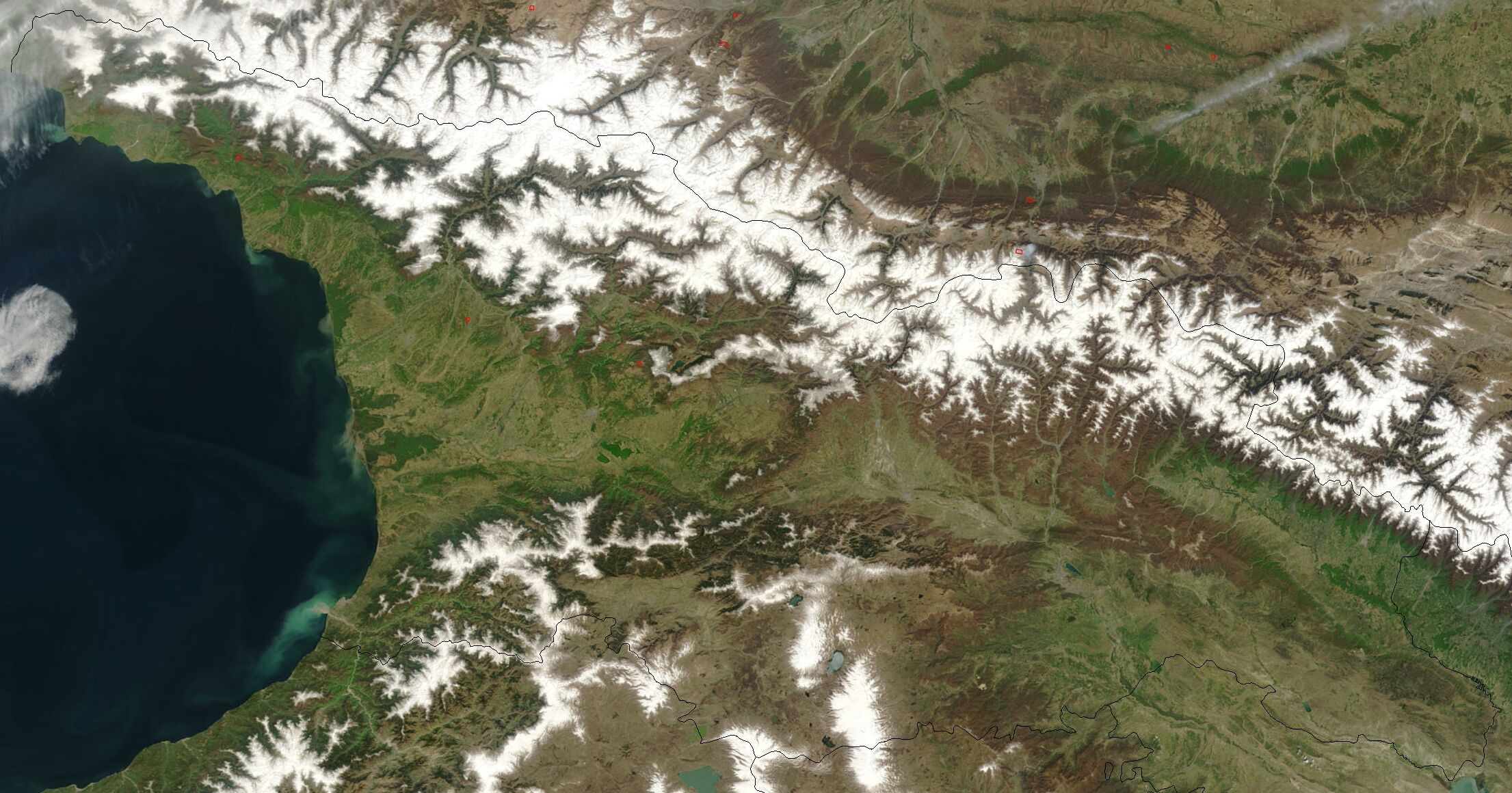
Gruzja – zdjęcie satelitarne

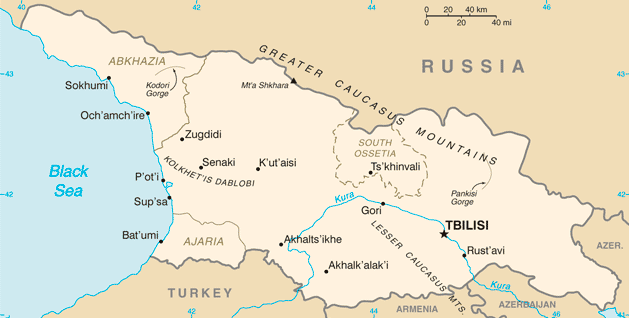
Miasta Gruzji

Geografia Gruzji – dziedzina nauki zajmująca się badaniem Gruzji pod względem geograficznym.
Gruzja jest niewielkim państwem (69 700 km²) zachodniej części Zakaukazia nad Morzem Czarnym, między łańcuchami Małego i Wielkiego Kaukazu. Położenie geograficzne i silnie urozmaicona rzeźba terenu sprawiają, że Gruzja jest bardzo zróżnicowana pod względem krajobrazowym.

## Powierzchnia i granice

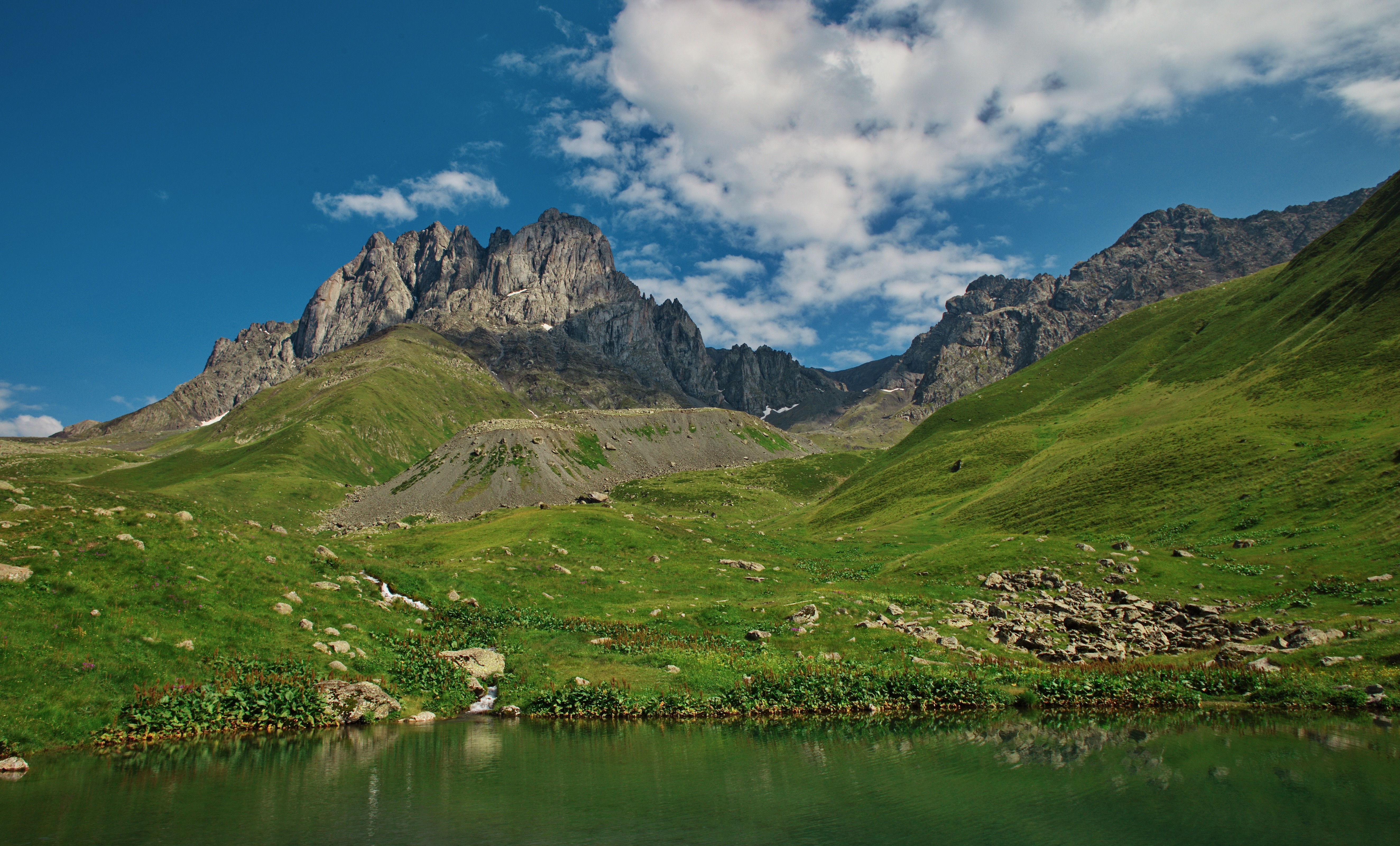
Wielki Kaukaz, Północno-Zachodnia Gruzja

Gruzja leży w środkowej i zachodniej części Kaukazu, między łańcuchami Małego i Wielkiego Kaukazu. Jej całkowita powierzchnia, wraz z republikami Osetii Południowej i Abchazji (12 560 km²) – terenami okupowanymi przez Rosję, wynosi 69 700 km² .
Graniczy od północy z Rosją (894 km), od wschodu z Azerbejdżanem (428 km), od południa z Armenią (219 km) i Turcją (273 km); od zachodu ma dostęp do Morza Czarnego – linia brzegowa ma 310 km długości .

## Budowa geologiczna i rzeźba

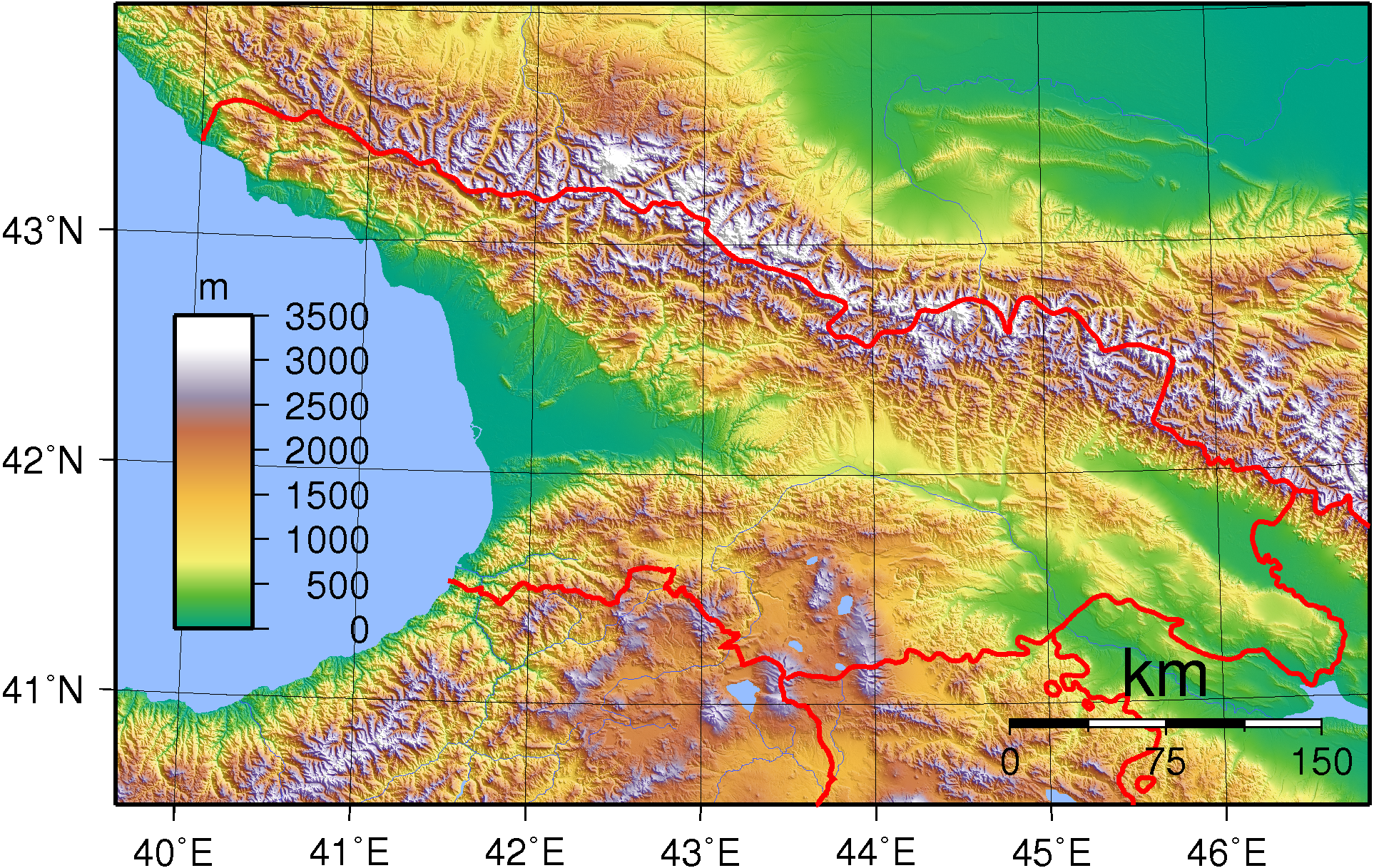
Mapa topograficzna Gruzji

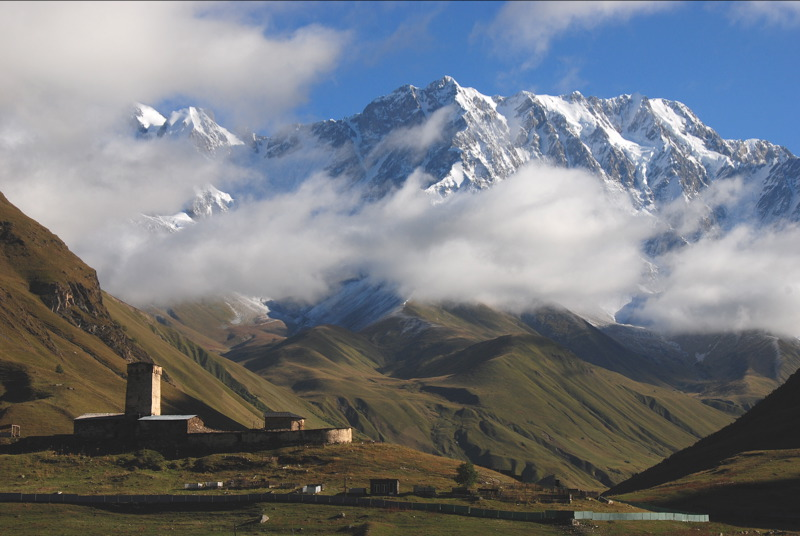
Kaukaz Wysoki z najwyższym szczytem kraju – Szchara.

Gruzja jest krajem górzystym – ponad 80% jej powierzchni leży na wysokości powyżej 400 m n.p.m., przy czym 55% powyżej 1000 m n.p.m. Średnia wysokość terenu to 1432 m n.p.m. 
Całą północną część kraju zajmują południowe skłony Wielkiego Kaukazu, gdzie wznosi się najwyższy szczyt kraju – Szchara o wysokości 5193 m n.p.m. oraz liczne szczyty powyżej 4500 m n.p.m., m.in. Szota Rustawelis Mcwerwali, Tetnuldi i Uszba . Rozciągają się tu pasma: Gór Abchaskich, Kodorskich, Swaneckich, Leczchumskich, Raczyńskich, Lichskich i Kartlijskich tworzące Główny Grzbiet Kaukaski . Łańcuch Wielkiego Kaukazu gór został ostatecznie sfałdowany w epoce trzeciorzędu, w czasie fałdowań alpejskich . W czwartorzędzie w wyniku ruchów pionowych skorupy ziemskiej, utworzyły się uskoki i zręby. Góry zbudowane są ze skał krystalicznych, głównie osadowych . Wielki Kaukaz tworzą skały pochodzące z jury i kredy, głównie wapienie i dolomity. Utworzyły się tu liczne jaskinie krasowe, m.in. Jaskinia Nowoatońska . Na terenie Gruzji znajdują się dwie najgłębsze jaskinie na świecie – Jaskinia Wieriowkina (o głębokości 2212 m) i Jaskinia Krubera (2197) .
Na południu wznosi się Mały Kaukaz z najwyższym szczytem Didi Abuli (3301 m n.p.m.) . Góry te zbudowane są z mezozoicznych wapieni, fliszu paleogeńskiego oraz ze starych skał wulkanicznych . Mały Kaukaz został wypiętrzony i sfałdowany w okresie środkowego trzeciorzędu. Góry uległy zrównaniu, a następnie ruchy pionowe pod koniec pliocenu i w plejstocenie ponownie wydźwignęły górotwór, przyczyniając się do utworzenia potężnych zrębów.
Góry Wielkiego i Małego Kaukazu oddziela ciągnący się równoleżnikowo pas tektonicznych obniżeń śródgórskich, który składa się z kilku części. Na zachodzie leży aluwialna Nizina Kolchidzka, dalej na wschód wznosi się Płaskowyż Imerecki, a na końcu wulkaniczny Płaskowyż Południowogruziński. W skład tego płaskowyżu wchodzą: Płaskowyż Jorski i Płaskowyż Dżawachecki. Tereny te położone są na wysokości od 2500 do 3000 m n.p.m.
Położenie geograficzne i silnie urozmaicona rzeźba terenu sprawiają, że Gruzja jest bardzo zróżnicowana pod względem krajobrazowym . Wybrzeże Morza Czarnego sąsiaduje z wiecznie ośnieżonymi szczytami Kaukazu .
Gruzja leży na terenie aktywnym sejsmicznie, gdzie występują trzęsienia ziemi. Najsilniejsze trzęsienie ziemi w ostatnich dekadach (o magnitudzie 7.0 Mw) miało miejsce w 1991 roku w regionie Racza, kiedy zginęło 270 osób, a straty materialne wyniosły 1700 milionów USD.

## Klimat

Klimat Gruzji według klasyfikacji klimatów Köppena

Gruzja leży w strefie klimatu podzwrotnikowego silnie zróżnicowanego m.in. z powodu urozmaiconej rzeźby terenu i łagodzącego wpływu Morza Czarnego . Przez grzbiet Wielkiego Kaukazu przebiega granica dwóch stref klimatycznych: umiarkowanej ciepłej i podzwrotnikowej, w której znajduje się właśnie Gruzja. Występuje piętrowość klimatyczna , co oznacza, że temperatury, a tym samym przebieg pór roku w górach jest inny niż w dolinach.
W zachodniej część Gruzji, na wybrzeżu Morza Czarnego, średnie wartości termiczne w styczniu wynoszą około 5–8 °C, w lipcu zaś 24–25 °C . Wraz ze wzrostem wysokości temperatury spadają. Na terenach górzystych na wysokości 2000 m n.p.m. w styczniu jest mroźno, średnio –8 °C. Okres letni w górach jest chłodny, a średnia temperatura lipca oscyluje w granicach 13–15 °C. Wschodnia Gruzja reprezentuje bardziej kontynentalny rozkład temperatur. Zimy we wschodniej Gruzji są dość surowe, zwłaszcza w górach, latem jest gorąco. W dolinach średnie wartości dochodzą do 30 °C. W górach jest oczywiście chłodno, podobnie jak w zachodniej części kraju.
Ilość opadów maleje w kierunku wschodnim, co wiąże się z kontynentalizmem. Na wybrzeżu w wyniku działania morskich mas powietrza liczba dni deszczowych jest duża, a średnia wartość opadowa wynosi 1400 mm na północnym wybrzeżu i 2500 mm na południu, a miejscami (nadmorskie stoki Gór Mescheckich) nawet do 3000 mm . Na południowym wschodzie kraju suma roczna opadów wynosi 400 mm .
| Miesiąc | Sty  | Lut  | Mar  | Kwi  | Maj  | Cze  | Lip  | Sie  | Wrz  | Paź  | Lis  | Gru  | Roczna |
| --- | ---- | ---- | ---- | ---- | ---- | ---- | ---- | ---- | ---- | ---- | ---- | ---- | ------ |
| Średnie temperatury w dzień [°C] | 3,9  | 7,2  | 10,6 | 16,1 | 21,1 | 26,1 | 28,3 | 28,3 | 23,2 | 17,8 | 10,6 | 6,1  |        |
| Średnie dobowe temperatury [°C] | 1,7  | 2,9  | 6,9  | 12,8 | 17,4 | 21,2 | 24,4 | 23,7 | 19,6 | 13,5 | 8,1  | 3,8  | 13,0   |
| Średnie temperatury w nocy [°C] | 8,0  | 8,6  | 9,2  | 10,4 | 12,7 | 15,4 | 17,6 | 17,7 | 16,7 | 14,1 | 11,1 | 8,7  | 12,5   |
| Opady [mm] | 18.9 | 25.8 | 30.3 | 50.5 | 77.6 | 76.0 | 44.9 | 47.5 | 35.6 | 37.5 | 29.9 | 21.0 | 495,5  |
| Średnia liczba dni z opadami | 4.0  | 4.6  | 5.9  | 7.6  | 9.7  | 8.7  | 5.7  | 5.7  | 5.0  | 5.6  | 4.4  | 4.0  | 70,9   |
| Średnie usłonecznienie [h] | 99   | 102  | 142  | 171  | 213  | 249  | 256  | 248  | 206  | 164  | 103  | 93   | 2046   |
| Źródło: National Oceanic and Atmospheric Administration (średnia temperatura, wilgotność, średnie usłonecznienie) 2020-07-06           |      |      |      |      |      |      |      |      |      |      |      |      |        |
| Źródło #2: Wetterkontor.de (najwyższa i najniższa temperatura); Światowa Organizacja Meteorologiczna (liczba dni z opadami) 2020-07-06 |      |      |      |      |      |      |      |      |      |      |      |      |        |

## Wody

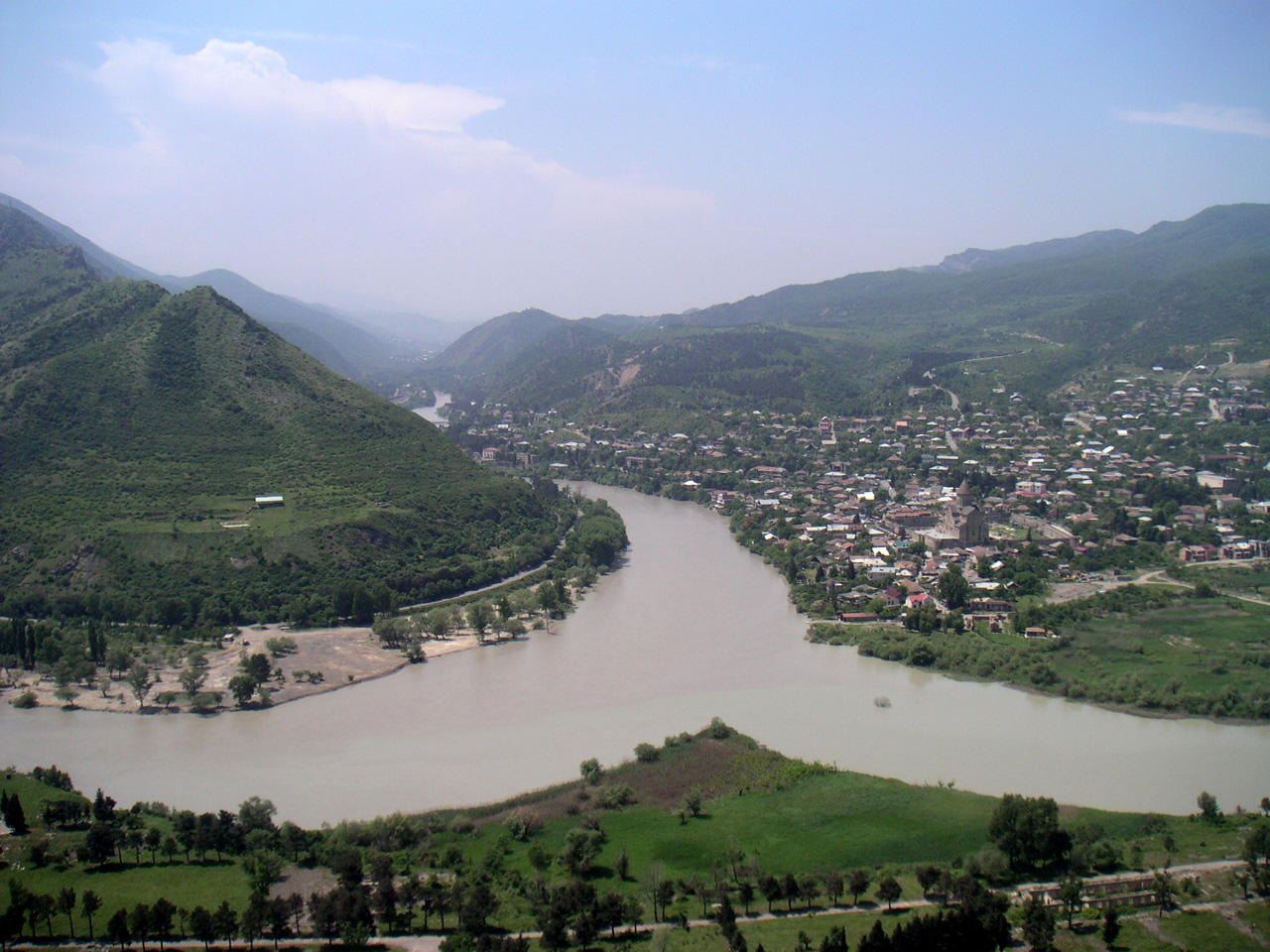
Ujście Aragwy do Kury

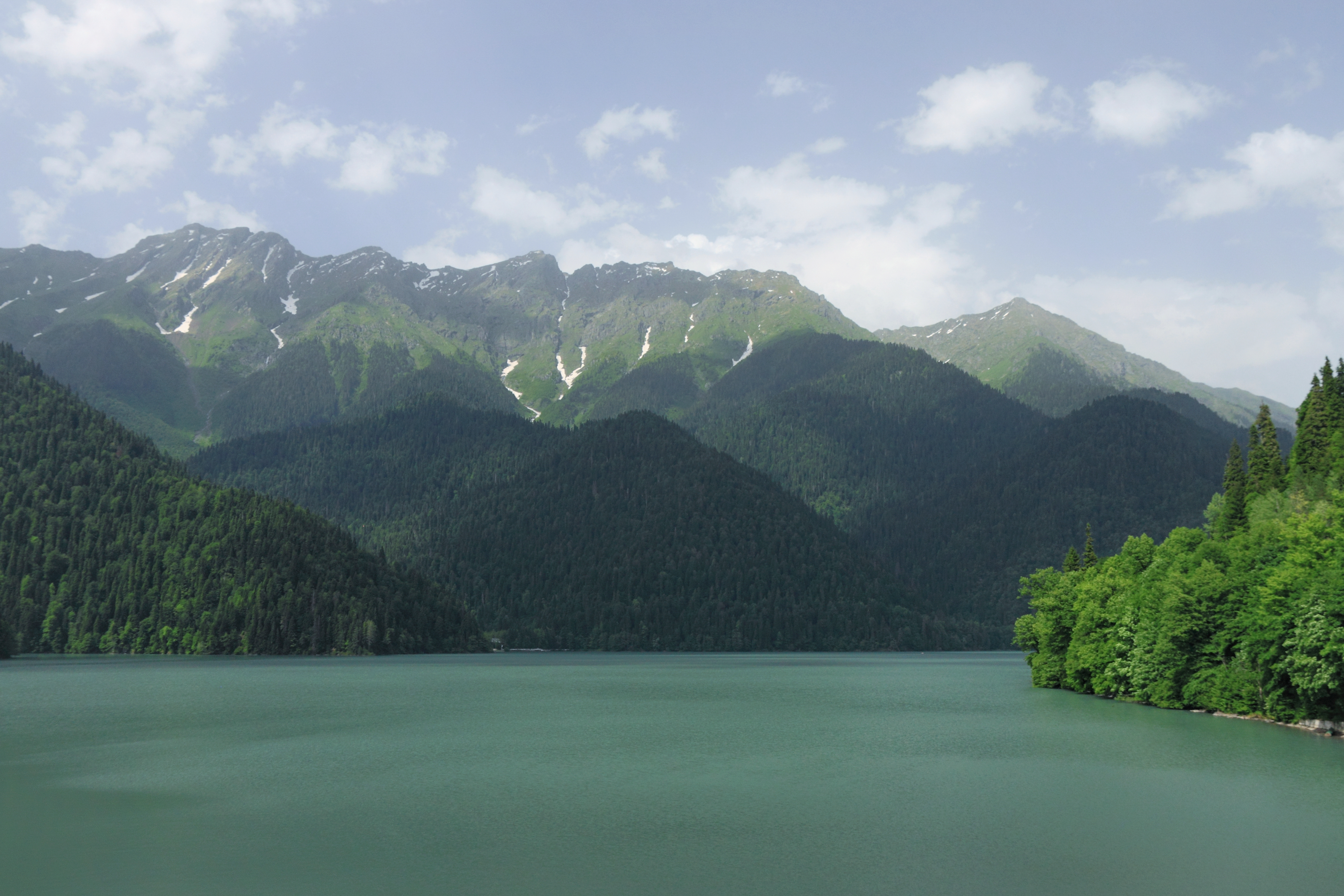
Jezioro Rica

Sieć rzeczna jest gęsta, co wiąże się nie tylko z opadami, ale i ukształtowaniem terenu. Gruzja leży na obszarze dwóch zlewisk: Morza Czarnego na zachodzie i Kaspijskiego na wschodzie.
Na zachodzie największe rzeki to Rioni, Inguri i Kodori, które spływają do Morza Czarnego . Na wschodzie główną rzeką kraju jest Kura, która wraz z Alazani i innymi dopływami uchodzi do Morza Kaspijskiego . Według jednej z definicji, rzeki Rioni i Kura wyznaczają geograficzną granicę między Europą a Azją.
W Gruzji znajduje się niewiele jezior, są one głównie pochodzenia polodowcowego i krasowego. Większość jezior znajduje się w Wielkim Kaukazie, największym jeziorem Gruzji jest Parawani o powierzchni 37 km² a najgłębszym Rica (116 m) .
W wysokich partiach gór zalegają wieczne śniegi i lodowce  – w Gruzji jest 786 lodowców, a największe z nich to Lechziri i Twiberi.

## Gleby
Na obszarze Gruzji występuje wiele rodzajów gleb, co spowodowane jest różnorodnością czynników glebotwórczych.
Na Nizinie Kolchidzkiej dominują żółtoziemy i czerwonoziemy (ferrasole). W górach występują brunatne gleby kambisole i gleby litogeniczne. W wyższych partiach gór gleby są ubogie, słabo wykształcone – rankery. We wschodniej części kraju, gdzie powszechne są skały wapienne, najczęściej występującymi odmianami gleb są rędziny.

## Flora i fauna

### Flora
Na terenie Gruzji występuje 4100 gatunków roślin naczyniowych. Ponad jedną trzecią powierzchni kraju porastają lasy i zarośla .
Nizinę Kolchidzką i obszary najniżej położone porastają wielogatunkowe lasy liściaste z wiecznie zielonym podszyciem . Rosną tu m.in. kasztany jadalne, buki wschodnie i dęby . Zachowały się tu relikty, m.in. Pinus pithyusa .
W górach rosną lasy bukowe, a wyżej nad nimi lasy jodłowo-świerkowe, gdzie rośnie m.in. jodła kaukaska i świerk kaukaski . Lasy w Gruzji zajmują około jednej trzeciej powierzchni kraju. Obszary wysokogórskie (1800–2400 m n.p.m.) porastają zarośla różaneczników Rhododendron caucasicum, roślinność subalpejska i alpejska .
We wschodniej części kraju występuje roślinność kserofityczna – półpustynne obszary piołunowe, stepy ostnicowe . W górach na wschodzie rosną suche lasy dębowo-grabowe i bukowe, którym towarzyszą wtórne zarośla szyblaku .

### Fauna
Fauna górskich obszarów Gruzji reprezentowana jest przed gatunki zwierząt Regionu Europejskiego, spotykane są jednak też zwierzęta charakterystyczne dla obszarów śródziemnomorskich. Na nisko położonych terenach zalesionych występują m.in. niedźwiedzie brunatne, rysie, jelenie kaukaskie, sarny, wilki, lisy, szakale, zające i dziki . Na obszarach wysokogórskich żyją kozice, koziorożce kaukaskie i ptaki drapieżne, do których należą sępy i orły . Gady i przede wszystkim płazy są w Gruzji nieliczne.

### Ochrona przyrody
Pierwszy obszar chroniony na terenie Gruzji utworzono w 1912 roku – Lagodechis Nakrdzali. Pierwsze parki narodowe utworzono w Gruzji w latach 70. XX w., nie spełniały one jednak standardów międzynarodowych. Pierwszy park narodowy spełniający standardy międzynarodowe – Bordżomsko-Charagaulski Park Narodowy – powstał w 1995 roku.
W 1996 roku Gruzja ustanowiła prawo o ochronie środowiska, wprowadzające sześć rodzajów ochrony: państwowe rezerwaty przyrody, parki narodowe, rezerwaty przyrody, obszary chronionego krajobrazu, pomniki przyrody i regulowane strefy przyrody. W Gruzji istnieje 14 ścisłych rezerwatów przyrody, 12 parków narodowych, 20 rezerwatów przyrody i 40 pomników przyrody (stan na czerwiec 2020).

## Demografia
Liczba ludności Gruzji na początku 2020 roku wynosiła ponad 3,7 miliona. Większość mieszkańców to Gruzini (prawie 87%), Azerowie stanowią nieco ponad 6% a Ormianie 4,5% (stan na 2014 rok) . Większość Gruzinów mieszka w miastach (59,5%), przede wszystkich w stolicy i na wybrzeżu Morza Czarnego .
Językiem urzędowym jest gruziński, przy czym na terenie Abchazji język abchaski . Ponadto na terenie Gruzji używane są także: azerski, ormiański i rosyjski .
Ponad 83% mieszkańców jest wyznania prawosławnego, ponad 10% muzułmańskiego, prawie 3% należy do Apostolskiego Kościoła Ormiańskiego, nieco ponad 1% deklaruje inne wyznanie, a 0,5% nie deklaruje żadnego wyznania (stan na 2014 rok) .

## Gospodarka
Gospodarka Gruzji opiera się na rolnictwie – uprawie winogron, owoców cytrusowych i leszczyny, przemyśle wydobywczym – wydobyciu rud manganu i miedzi oraz złota, przemyśle metalurgicznym i maszynowym, produkcji napojów, i na mniejszą skalę produkcji chemicznej .
W latach 2006–2007 gospodarka rozwijała się w bardzo wysokim tempie – PKB rósł o 10% rocznie, napędzany inwestycjami zagranicznymi, transferami pieniężnymi od gruzińskich pracowników zagranicą i wydatkami publicznymi . Po wybuchu wojny w Osetii Południowej w 2008 roku i wskutek kryzysu finansowego nastąpiło załamanie gospodarcze . Gospodarka odżyła w okresie 2010–2017, jednak bezrobocie pozostawało na wysokim poziomie . W XXI w. Gruzja przeprowadziła szereg reform gospodarczych, m.in. poprawiła ściągalność podatków, otoczenie businessowe i administrację publiczną oraz zreformowała rynek pracy .
Gruzja jest krajem stowarzyszonym z Unią Europejską, a od 2016 członkiem strefy wolnego handlu z Unią Europejską. W 2017 roku Gruzja podpisała porozumienie o wolnym handlu (ang. Free Trade Agreement, FTA) z Chinami .